# Koci Dom
Koci Dom (łot. Kaķu nams) – budynek usytuowany na ryskim Starym Mieście przy ulicy Meistaru 10, zbudowany w 1909 roku według projektu Friedricha Scheffela. Jest to secesyjny budynek stylizowany na architekturę średniowieczną. Jest głównie znany ze względu na rzeźby dwóch kotów z charakterystycznie wygiętymi grzbietami i uniesionymi ogonami. Rzeźby te umieszczone są na bocznych wieżyczkach budynku.
Z rzeźbami kotów wiąże się legenda, zgodnie z którą wizerunki tylnej części ciała kotów były pierwotnie zwrócone w kierunku biur Wielkiej Gildii – ekskluzywnego klubu bogatych niemieckich przemysłowców, niedostępnego dla innych nacji. Taka lokalizacja rzeźb miała być swego rodzaju zemstą właściciela domu, Łotysza Plume, za odmowę przyjęcia go w poczet członków klubu. Obrażony prezydent gildii (w kręgu kulturowym Niemców bałtyckich tego rodzaju przekaz, znaczący mniej więcej „pocałuj mnie pod ogon”, był wyraźnie obraźliwy) wytoczył proces sądowy, który trwał podobno dziesięć lat i zakończył się wyrokiem nakazującym odwrócenie kotów ogonem. Być może również z tym zdarzeniem wiąże się znane polskie powiedzenie.